# Лапина (усадьба)
Усадьба «Лапина» (или «Лапала») — старинное имение, принадлежавшее в разное время русским дворянским родам Фельтенам, Скворцовым, Фуровым, Дорнам. Расположена в Ломоносовском районе Ленинградской области, в деревне Вильповицы.

## История
В 1727 году император Петр II подарил придворному шеф-повару Иоганну Фельтену мызы Заборовской деревни — Филипповскую, Ливонскую и Чудинову. Семья Фельтенов устроила здесь усадьбу, назвав её Лапала или Лапина. На речке Кишкиной была поставлена деревянная водяная мельница, рядом с мызой разбиты фруктовые сады. В 1746—1770 годах вдова хозяина усадьбы Мария Ивановна Фельтен возвела новые каменные постройки хозяйственного двора, сложенные из плитняка.
С начала 1780-х новым владельцем имения стал сын камергера и генерал-аншефа Василия Ермолаевича Скворцова — Павел Васильевич Скворцов. Он владел поместьем 35 лет, основательно занимаясь его благоустройством. Павел Скворцов запрудил ручей и на образовавшемся озере построил плотину с новой мельницей. В 1814 году имение перешло к его племяннику — капитану А. П. Скворцову.
В 1854 году был произведён раздел имений Скворцовых. Усадьба Лапина с деревнями досталась дочери Варваре Александровне, которая к тому времени была женой подпоручика корпуса топографов Капитона Петровича Фурова. При Фуровых появляются новые каменные здания: кирпичный завод к северу от мельницы и новый усадебный дом со стрельчатыми проёмами во втором этаже и башенками-пинаклями на углах в псевдоготическом стиле.
С 1885 по 1901 год имением владел юрист Борис Борисович Дорн. Он закладывал имение в банке, при котором было сделано краткое описание владений: «Имение обеспечивается водой рек Коваши, Безымянный ручей, ручей Кинельчи, много ключей. Постройки капитально устроены и большей частью каменные. Под усадьбой 13 десятин, из них: постройки — 3 десятины, фруктовый сад — 3 десятины, огород — 1 десятина, парк — 6 десятин. В саду 200 яблонь, чёрная и красная смородина, крыжовник, малина. Парк довольно редкий, много лужаек. Весь парк разгорожен изгородью на участки. Служит выгоном для ездовых лошадей. Под мельницей — 1 десятина, под известковым заводом — 2 десятины 2050 кв. саж. На Безымянном ручье водяная мельница о 4 поставах в аренде».
После революции 1917 года в имении размещался Гостилицкий волостной комитет. В 1970—1980-х годах в исторических постройках на Лапинской мызе располагалась центральная усадьба свиноводческого совхоза «Спиринский».
В 1990-е годы последовала реорганизация совхоза, его имущество было передано в коллективно-долевую собственность трудового коллектива. Позже здания были заброшены. Основные каменные постройки сохранились до начала XXI века. От декоративного оформления имения остались — липовая аллея, клены, ясени вблизи усадебных построек.
Перед усадебным домом, в створе въездной аллеи, стоит памятник В. И. Ленину.

## Галерея

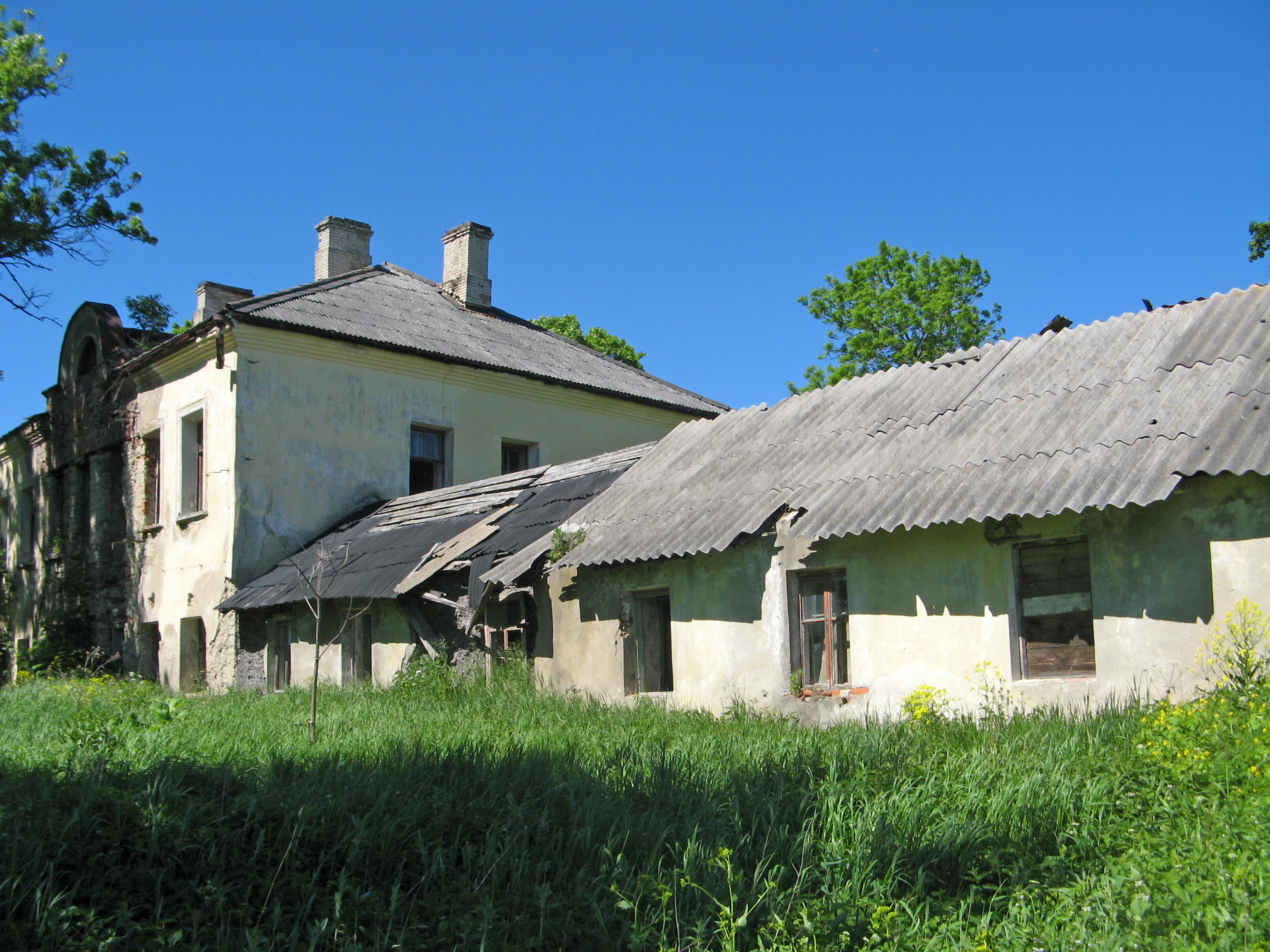
Первый господский дом с пристройкой, 2020
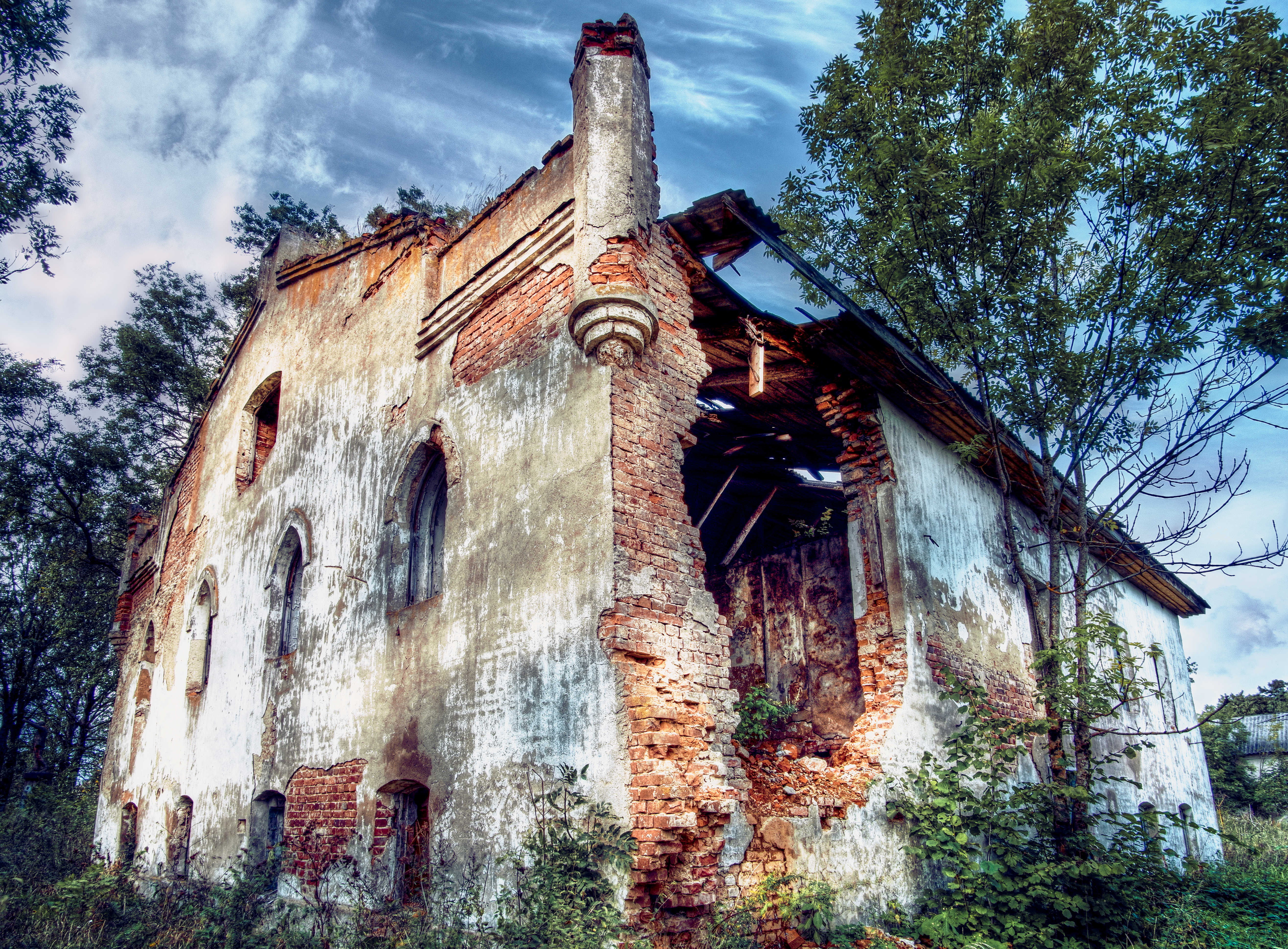
Новый усадебный дом усадьбы, 2018
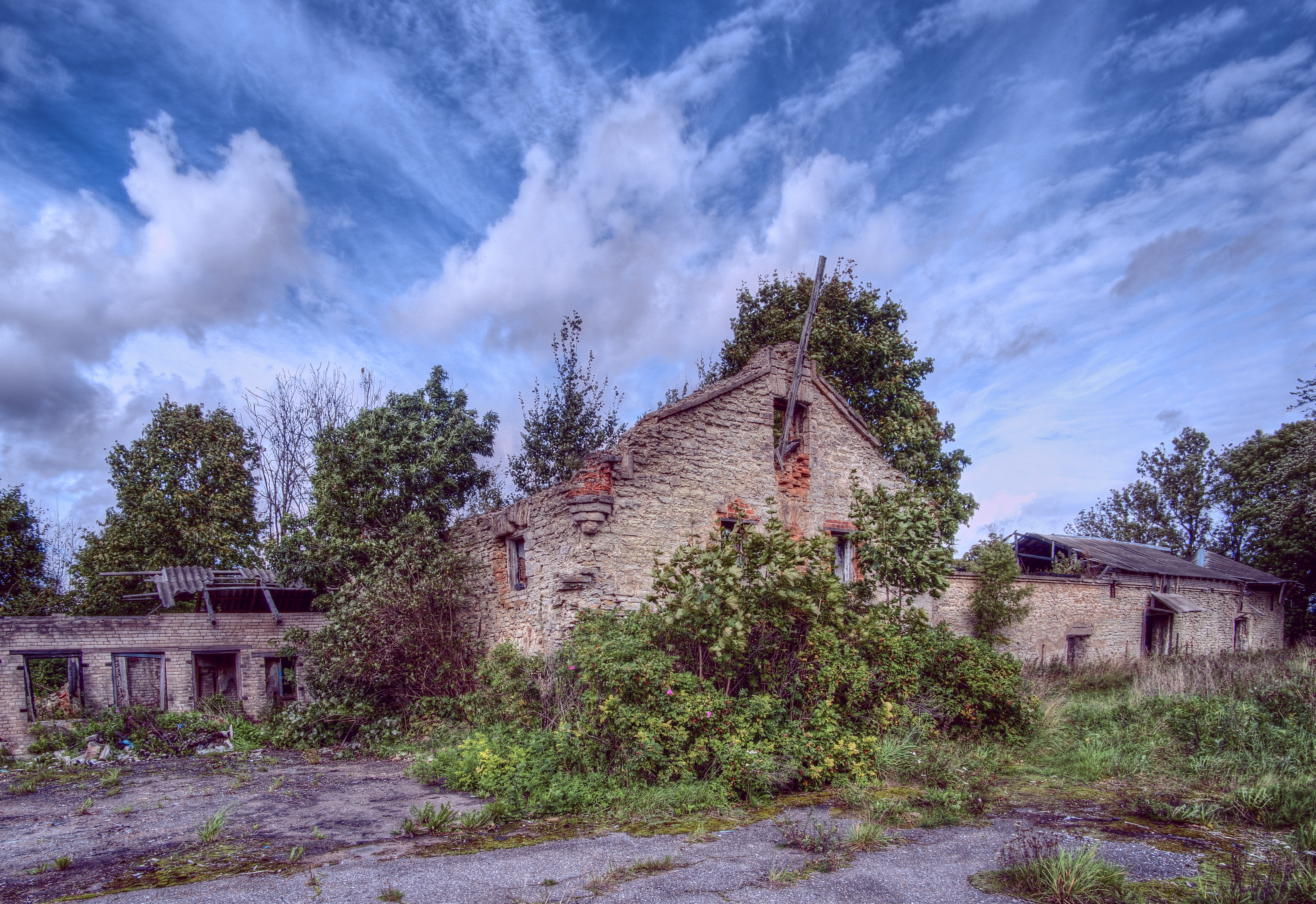
Конюшенный двор, 2018
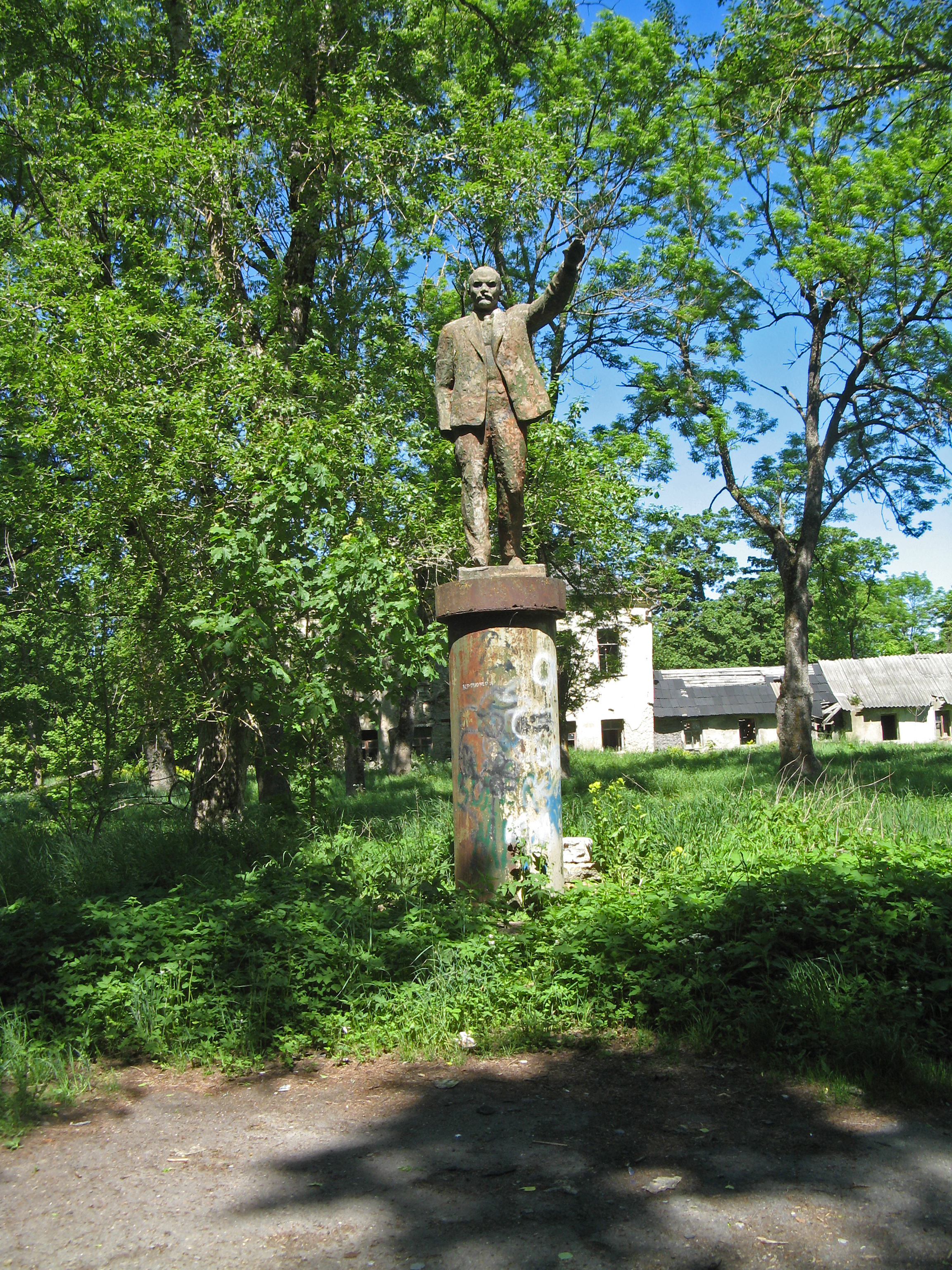
Ленин на подъездной аллее, 2020